# Dirka po Italiji 2010
Dirka po Italiji 2010 (italijansko Giro d'Italia 2010) je 93. izvedba dirke po Italiji, tritedenske moške cestne kolesarske etapne dirke. Začela se je 8. maja v Amsterdamu in končala 30. maja v Veroni. Sodelovalo je 198 kolesarjev iz 22-ih ekip. Rožnato majico je drugič osvojil Ivan Basso (Liquigas-Doimo), drugo mesto David Arroyo (Caisse d'Epargne), tretje pa Vincenzo Nibali (Liquigas-Doimo). Rdečo majico je osvojil Cadel Evans (BMC Racing Team), zeleno majico Matthew Lloyd (Omega Pharma–Lotto), belo majico pa Richie Porte (Team Saxo Bank).

## Ekipe
ProTeams
- Ag2r-La Mondiale
- Astana
- Caisse d'Epargne
- Footon–Servetto–Fuji
- Garmin–Transitions
- Lampre-Farnese Vini
- Liquigas-Doimo
- Omega Pharma–Lotto
- Quick-Step
- Rabobank
- Team HTC–Columbia
- Team Katusha
- Team Milram
- Team Saxo Bank
- Team Sky

UCI Professional Continental teams
- Acqua & Sapone
- Androni Giocattoli
- Bbox Bouygues Telecom
- BMC Racing Team
- Cervélo TestTeam
- Cofidis
- Colnago–CSF Inox

## Etape
| Etapa | Datum   | Štart/Cilj                          | Razdalja    | Tip         | Tip                  | Zmagovalec                 |             |
| ----- | ------- | ----------------------------------- | ----------- | ----------- | -------------------- | -------------------------- | ----------- |
| 1     | 8. maj  | Amsterdam (Nizozemska)              | 8,4 km      |             | posamični kronometer | Bradley Wiggins (GBR)      |             |
| 2     | 9. maj  | Amsterdam – Utrecht (Nizozemska)    | 209 km      |             | ravninska etapa      | Tyler Farrar (USA)         |             |
| 3     | 10. maj | Amsterdam – Middelburg (Nizozemska) | 224 km      |             | ravninska etapa      | Wouter Weylandt (BEL)      |             |
|       | 11. maj | Savigliano                          | dan počitka | dan počitka | dan počitka          | dan počitka                | dan počitka |
| 4     | 12. maj | Savigliano – Cuneo                  | 32,5 km     |             | ekipni kronometer    | Liquigas-Doimo             |             |
| 5     | 13. maj | Novara – Novi Ligure                | 168 km      |             | ravninska etapa      | Jérôme Pineau (FRA)        |             |
| 6     | 14. maj | Fidenza – Marina di Carrara         | 166 km      |             | hribovita etapa      | Matthew Lloyd (AUS)        |             |
| 7     | 15. maj | Carrara – Montalcino                | 215 km      |             | hribovita etapa      | Cadel Evans (AUS)          |             |
| 8     | 16. maj | Chianciano – Monte Terminillo       | 189 km      |             | gorska etapa         | Chris Anker Sørensen (DEN) |             |
| 9     | 17. maj | Frosinone – Cava de' Tirreni        | 188 km      |             | ravninska etapa      | Matthew Goss (AUS)         |             |
| 10    | 18. maj | Avellino – Bitonto                  | 220 km      |             | ravninska etapa      | Tyler Farrar (USA)         |             |
| 11    | 19. maj | Lucera – L'Aquila                   | 256 km      |             | hribovita etapa      | Jevgenij Petrov (RUS)      |             |
| 12    | 20. maj | Città Sant'Angelo – Porto Recanati  | 191 km      |             | ravninska etapa      | Filippo Pozzato (ITA)      |             |
| 13    | 21. maj | Porto Recanati – Cesenatico         | 222 km      |             | hribovita etapa      | Manuel Belletti (ITA)      |             |
| 14    | 22. maj | Ferrara – Asolo (Monte Grappa)      | 201 km      |             | gorska etapa         | Vincenzo Nibali (ITA)      |             |
| 15    | 23. maj | Mestre – Zoncolan                   | 161 km      |             | gorska etapa         | Ivan Basso (ITA)           |             |
|       | 24. maj | Mareo                               | dan počitka | dan počitka | dan počitka          | dan počitka                | dan počitka |
| 16    | 25. maj | Mareo – Plan de Corones             | 12,9 km     |             | posamični kronometer | Stefano Garzelli (ITA)     |             |
| 17    | 26. maj | Bruneck – Peio Terme                | 173 km      |             | hribovita etapa      | Damien Monier (FRA)        |             |
| 18    | 27. maj | Levico Terme – Brescia              | 151 km      |             | ravninska etapa      | André Greipel (GER)        |             |
| 19    | 28. maj | Brescia – Aprica                    | 195 km      |             | gorska etapa         | Michele Scarponi (ITA)     |             |
| 20    | 29. maj | Bormio – Passo del Tonale           | 178 km      |             | gorska etapa         | Johann Tschopp (SUI)       |             |
| 21    | 30. maj | Verona                              | 15,3 km     |             | posamični kronometer | Gustav Larsson (SWE)       |             |
|       | Skupaj  | Skupaj                              | 3418 km     | 3418 km     | 3418 km              | 3418 km                    | 3418 km     |

## Razvrstitev po klasifikacijah
| Etapa  | Zmagovalec           | Rožnata majica ·     | Rdeča majica ·       | Zelena majica · | Bela majica ·  |
| ------ | -------------------- | -------------------- | -------------------- | --------------- | -------------- |
| 1      | Bradley Wiggins      | Bradley Wiggins      | Bradley Wiggins      | brez            | Richie Porte   |
| 2      | Tyler Farrar         | Cadel Evans          | Tyler Farrar         | Paul Voss       | Richie Porte   |
| 3      | Wouter Weylandt      | Aleksander Vinokurov | Graeme Brown         | Paul Voss       | Richie Porte   |
| 4      | Liquigas-Doimo       | Vincenzo Nibali      | Graeme Brown         | Paul Voss       | Valerio Agnoli |
| 5      | Jérôme Pineau        | Vincenzo Nibali      | Jérôme Pineau        | Paul Voss       | Valerio Agnoli |
| 6      | Matthew Lloyd        | Vincenzo Nibali      | Tyler Farrar         | Matthew Lloyd   | Valerio Agnoli |
| 7      | Cadel Evans          | Aleksander Vinokurov | Tyler Farrar         | Matthew Lloyd   | Richie Porte   |
| 8      | Chris Anker Sørensen | Aleksander Vinokurov | Cadel Evans          | Matthew Lloyd   | Richie Porte   |
| 9      | Matthew Goss         | Aleksander Vinokurov | Tyler Farrar         | Matthew Lloyd   | Richie Porte   |
| 10     | Tyler Farrar         | Aleksander Vinokurov | Tyler Farrar         | Matthew Lloyd   | Richie Porte   |
| 11     | Jevgenij Petrov      | Richie Porte         | Tyler Farrar         | Matthew Lloyd   | Richie Porte   |
| 12     | Filippo Pozzato      | Richie Porte         | Jérôme Pineau        | Matthew Lloyd   | Richie Porte   |
| 13     | Manuel Belletti      | Richie Porte         | Jérôme Pineau        | Matthew Lloyd   | Richie Porte   |
| 14     | Vincenzo Nibali      | David Arroyo         | Aleksander Vinokurov | Matthew Lloyd   | Richie Porte   |
| 15     | Ivan Basso           | David Arroyo         | Cadel Evans          | Matthew Lloyd   | Richie Porte   |
| 16     | Stefano Garzelli     | David Arroyo         | Cadel Evans          | Matthew Lloyd   | Richie Porte   |
| 17     | Damien Monier        | David Arroyo         | Cadel Evans          | Matthew Lloyd   | Richie Porte   |
| 18     | André Greipel        | David Arroyo         | Cadel Evans          | Matthew Lloyd   | Richie Porte   |
| 19     | Michele Scarponi     | Ivan Basso           | Cadel Evans          | Ivan Basso      | Richie Porte   |
| 20     | Johann Tschopp       | Ivan Basso           | Cadel Evans          | Matthew Lloyd   | Richie Porte   |
| 21     | Gustav Larsson       | Ivan Basso           | Cadel Evans          | Matthew Lloyd   | Richie Porte   |
| Skupaj | Skupaj               | Ivan Basso           | Cadel Evans          | Matthew Lloyd   | Richie Porte   |

## Končna razvrstitev
| Legenda | Legenda                                  | Legenda | Legenda                                    |
| ------- | ---------------------------------------- | ------- | ------------------------------------------ |
|         | Predstavlja vodilnega v skupnem seštevku |         | Predstavlja najboljšega mladega kolesarja  |
|         | Predstavlja vodilnega po točkah          |         | Predstavlja vodilnega v gorski razvrstitvi |

| Poz. | Kolesar                    | Ekipa              | Čas         |
| ---- | -------------------------- | ------------------ | ----------- |
| 1    | Ivan Basso (ITA)           | Liquigas-Doimo     | 87h 44' 01" |
| 2    | David Arroyo (ESP)         | Caisse d'Epargne   | + 1' 51"    |
| 3    | Vincenzo Nibali (ITA)      | Liquigas-Doimo     | + 2' 37"    |
| 4    | Michele Scarponi (ITA)     | Androni Giocattoli | + 2' 50"    |
| 5    | Cadel Evans (AUS)          | BMC Racing Team    | + 3' 27"    |
| 6    | Aleksander Vinokurov (KAZ) | Astana             | + 7' 06"    |
| 7    | Richie Porte (AUS)         | Team Saxo Bank     | + 7' 22"    |
| 8    | Carlos Sastre (ESP)        | Cervélo TestTeam   | + 9' 39"    |
| 9    | Marco Pinotti (ITA)        | Team HTC–Columbia  | + 14' 20"   |
| 10   | Robert Kišerlovski (CRO)   | Liquigas-Doimo     | + 14' 51"   |

| Poz. | Kolesar                    | Ekipa               | Točke |
| ---- | -------------------------- | ------------------- | ----- |
| 1    | Cadel Evans (AUS)          | BMC Racing Team     | 150   |
| 2    | Aleksander Vinokurov (KAZ) | Astana              | 128   |
| 3    | Vincenzo Nibali (ITA)      | Liquigas-Doimo      | 116   |
| 4    | Michele Scarponi (ITA)     | Androni Giocattoli  | 110   |
| 5    | Ivan Basso (ITA)           | Liquigas-Doimo      | 105   |
| 6    | Marco Pinotti (ITA)        | Team HTC–Columbia   | 74    |
| 7    | Jérôme Pineau (FRA)        | Quick-Step          | 69    |
| 8    | Filippo Pozzato (ITA)      | Team Katusha        | 67    |
| 9    | Damiano Cunego (ITA)       | Lampre-Farnese Vini | 64    |
| 10   | John Gadret (FRA)          | Ag2r-La Mondiale    | 64    |

| Poz. | Kolesar                    | Ekipa                 | Točke |
| ---- | -------------------------- | --------------------- | ----- |
| 1    | Matthew Lloyd (AUS)        | Omega Pharma–Lotto    | 56    |
| 2    | Ivan Basso (ITA)           | Liquigas-Doimo        | 41    |
| 3    | Johann Tschopp (SUI)       | Bbox Bouygues Telecom | 38    |
| 4    | Cadel Evans (AUS)          | BMC Racing Team       | 35    |
| 5    | Michele Scarponi (ITA)     | Androni Giocattoli    | 25    |
| 6    | Ludovic Turpin (FRA)       | Ag2r-La Mondiale      | 20    |
| 7    | Rubens Bertogliati (SUI)   | Androni Giocattoli    | 16    |
| 8    | Simone Stortoni (ITA)      | Colnago–CSF Inox      | 16    |
| 9    | Aleksander Vinokurov (KAZ) | Astana                | 15    |
| 10   | Vincenzo Nibali (ITA)      | Liquigas-Doimo        | 15    |

| Poz. | Kolesar                  | Ekipa              | Čas          |
| ---- | ------------------------ | ------------------ | ------------ |
| 1    | Richie Porte (AUS)       | Team Saxo Bank     | 87h 51' 23"  |
| 2    | Robert Kišerlovski (CRO) | Liquigas-Doimo     | + 7' 29"     |
| 3    | Bauke Mollema (NED)      | Rabobank           | + 12' 19"    |
| 4    | Steven Kruijswijk (NED)  | Rabobank           | + 30' 05"    |
| 5    | Francis De Greef (BEL)   | Omega Pharma–Lotto | + 42' 46"    |
| 6    | Valerio Agnoli (ITA)     | Liquigas-Doimo     | + 1h 20' 30" |
| 7    | Rigoberto Urán (COL)     | Caisse d'Epargne   | + 1h 29' 44" |
| 8    | Jan Bakelants (BEL)      | Omega Pharma–Lotto | + 1h 30' 18" |
| 9    | Marcel Wyss (SUI)        | Cervélo TestTeam   | + 1h 37' 33" |
| 10   | Branislau Samoilau (BLR) | Quick-Step         | + 1h 38' 40" |

| Poz. | Ekipa                 | Čas          |
| ---- | --------------------- | ------------ |
| 1    | Liquigas-Doimo        | 262h 04' 40" |
| 2    | Rabobank              | + 24' 21"    |
| 3    | Caisse d'Epargne      | + 1h 05' 55" |
| 4    | Ag2r-La Mondiale      | + 1h 10' 16" |
| 5    | Omega Pharma–Lotto    | + 1h 10' 45" |
| 6    | Team Saxo Bank        | + 1h 42' 45" |
| 7    | Cervélo TestTeam      | + 2h 06' 16" |
| 8    | Androni Giocattoli    | + 2h 22' 33" |
| 9    | Team Katusha          | + 2h 23' 30" |
| 10   | Bbox Bouygues Telecom | + 2h 31' 15" |

| Poz. | Ekipa               | Točke |
| ---- | ------------------- | ----- |
| 1    | Liquigas-Doimo      | 412   |
| 2    | Team HTC–Columbia   | 281   |
| 3    | Rabobank            | 263   |
| 4    | Lampre-Farnese Vini | 251   |
| 5    | Team Sky            | 235   |
| 6    | Ag2r-La Mondiale    | 221   |
| 7    | BMC Racing Team     | 217   |
| 8    | Team Saxo Bank      | 217   |
| 9    | Astana              | 216   |
| 10   | Garmin–Transitions  | 214   |